# Castello di Starý Hrozňatov
Il castello di Starý Hrozňatov (in ceco Zámek Starý Hrozňatov) si trova a Hrozňatov, frazione del comune di Cheb nel distretto omonimo della Regione di Karlovy Vary, Repubblica Ceca. Il castello rinascimentale, forma un complesso che è considerato un monumento culturale nazionale ed è stato edificato nelle forme che ci sono pervenute nel XVIII secolo.

## Storia

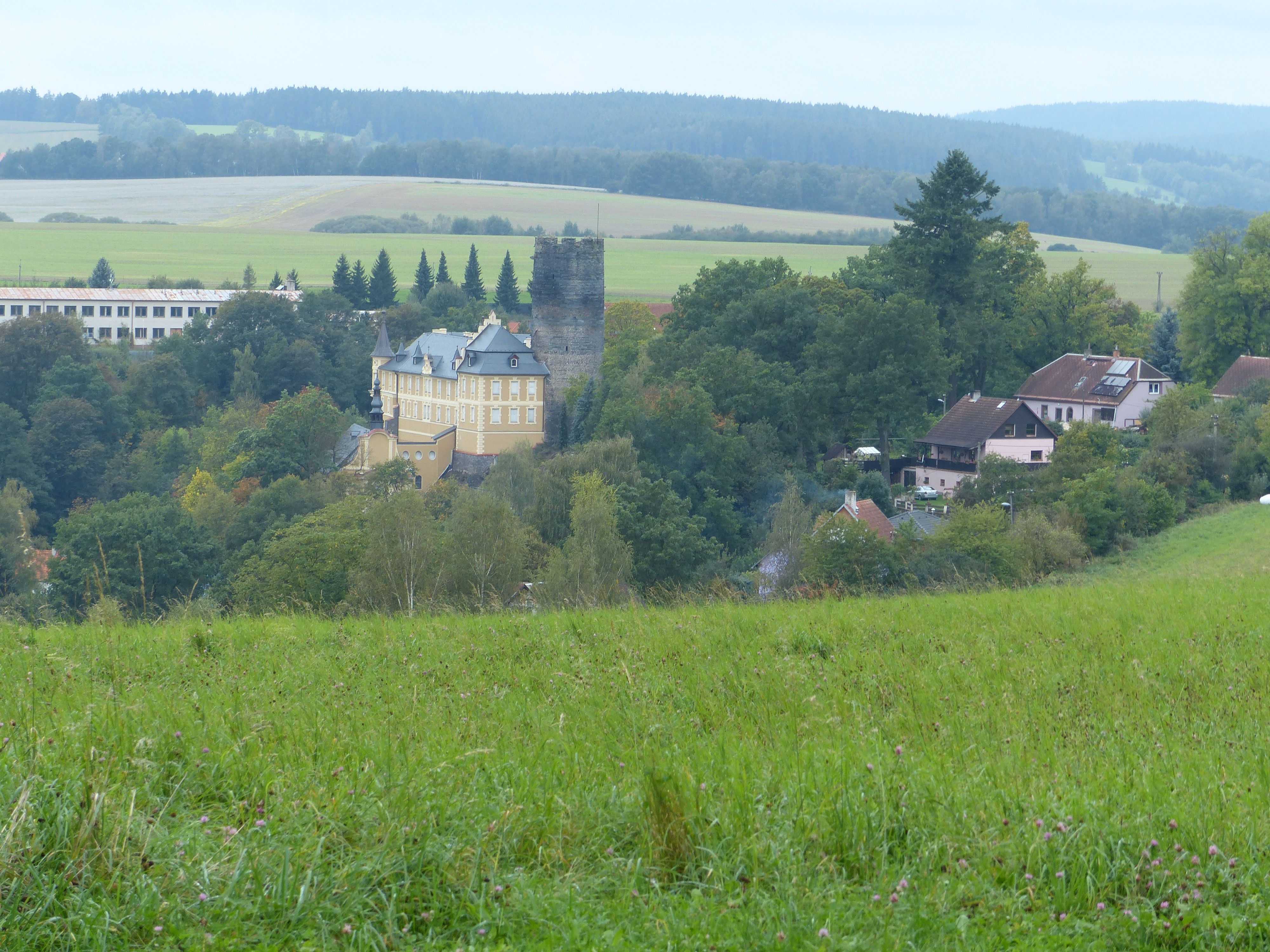
Castello di Starý Hrozňatov con panorama sulla valle

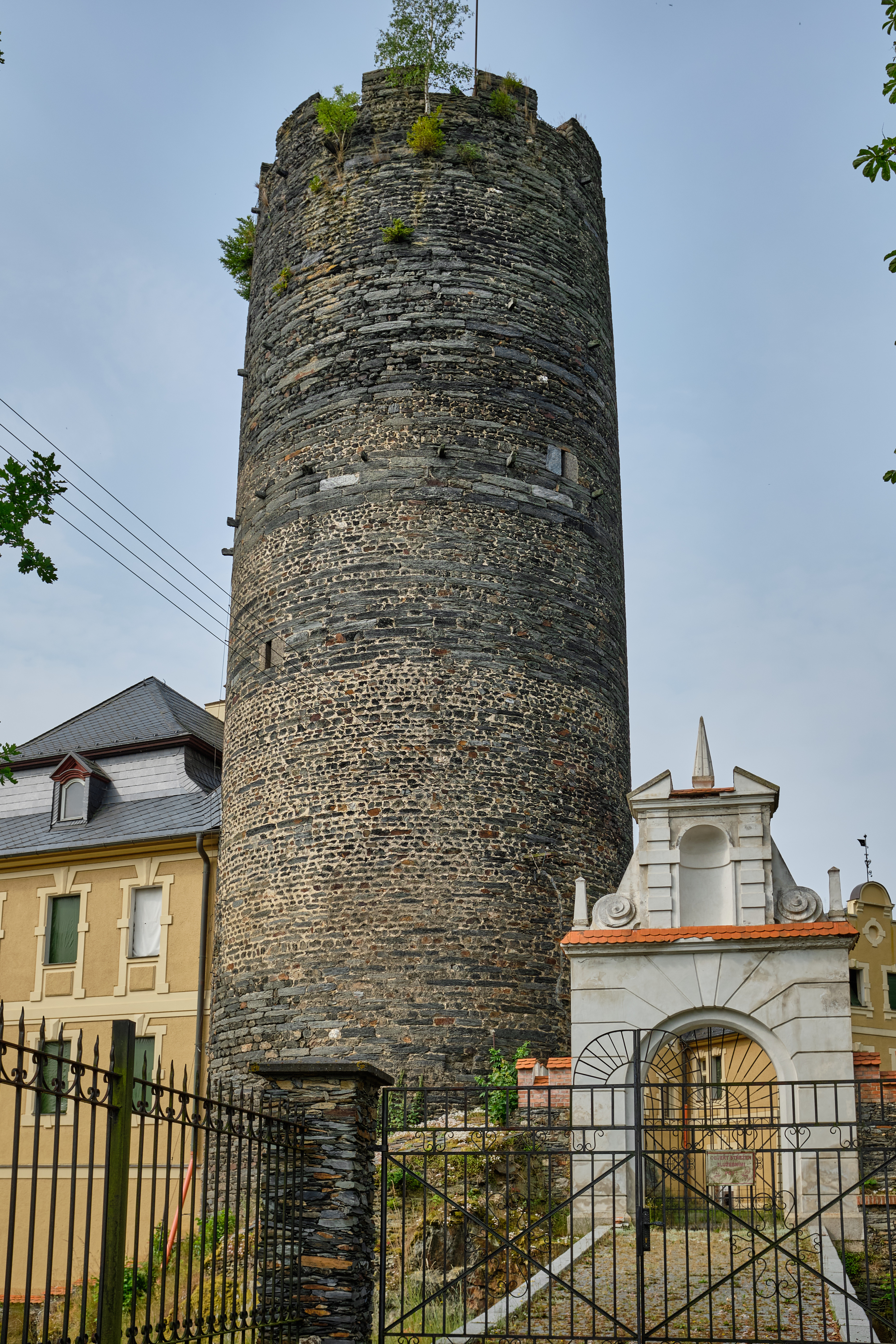
Torre romanica e porta di accesso alla struttura sulle mura esterne

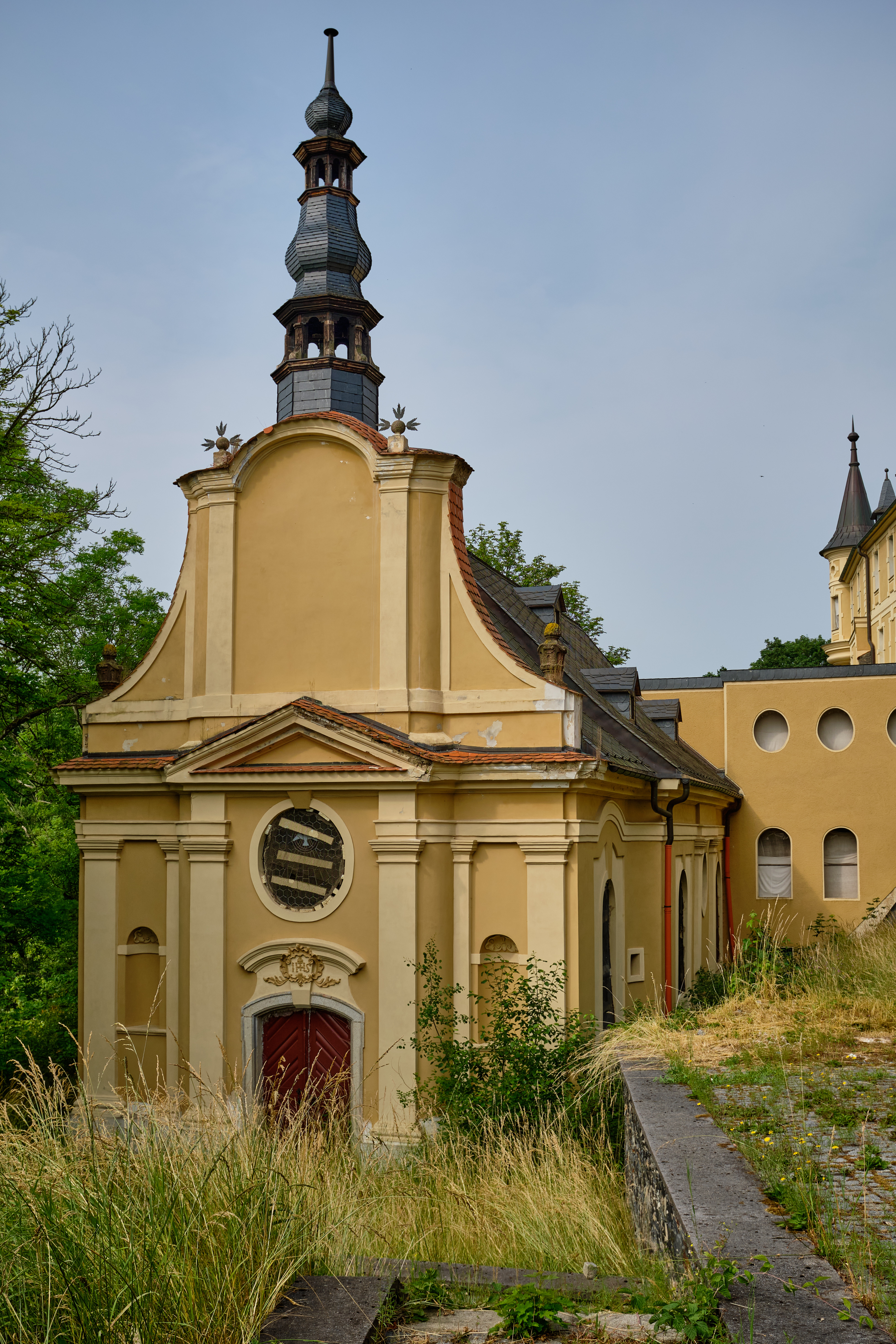
Cappella gentilizia della Santissima Trinità

Prima del 1200 su sito era stato edificato un castello romanico dai signori di Kiensberg e la prima menzione che lo cita risale al 1217 rendendolo così una delle fortezze più antiche della zona. Nel XIV secolo entrò tra le proprietà della famiglia Pflug per essere poi acquisito della città di Cheb. Fu trasformato in un castello rinascimentale sotto i signori di Týn. Nel 1648 il castello fu distrutto durante le guerre con gli svedesi, alla fine della guerra dei trent'anni e del castello si salvò solo il possente mastio cilindrico che è arrivato sino a noi. L'edificio venne nuovamente ricostruito in forme di residenza militare tardobarocca da Jan Nonner, membro dell'importante famiglia Nonner che aveva comprato la struttura dal fondo religioso che era succeduto all'ordine dei gesuiti di Cheb, poi abolito, nel 1824. In questa fase dei lavori furono ritrovate una vecchia spada e una bottiglia attribuite a Hroznat e che poi vennero conservate nel museo Kynžvart. Gli altri edifici del castello furono quasi ricostruiti da zero. Una parte del fossato del castello fu riempita e trasformata in giardini. Gli eredi di Nonner vendettero Starý Hrozňatov nel 1872 al bavarese Josef Mindel che fece abbattere gran parte dei boschi della tenuta locale e procedette ad una ristrutturazione dell'edificio verso la fine del XIX secolo quando assunse l'aspetto pseudo-gotico che ci è pervenuto. In seguito vennero registrati vari cambi di proprietà sino al 1945, quando il castello fu nazionalizzato e poi cadde gradualmente in rovina sino ad essere acquistato da un privato, nel 2006, e sottoposto ad una ristrutturazione totale.

## Descrizione
Il castello di Starý Hrozňatov si trova su un'altura a Hrozňatov, frazione del comune di Cheb vicina al confine con la Baviera, land della Germania. Amministrativamente appartiene al Distretto di Cheb della Regione di Karlovy Vary, Repubblica Ceca. Il complesso comprende la residenza nobiliare, la torre romanica, la porta sulle mura, la cappella del castello e il parco adiacente. L'edificio del castello ha pianta a forma di L, si alza per due piani oltre alle strutture che si appoggiano alla roccia dell'altura e la sua copertura è costituita da un tetto a due falde. La torre romanica, antico mastio della primitiva fortezza distrutta, è in muratura a vista ed è adiacente alla parete anteriore dell'ala più lunga del castello. Le mura sono spesse più di 3 metri con una circonferenza di circa 32 metri e un'altezza di oltre 30 metri. Era presente in origine una seconda torre, quadrata, che è stata abbassata ed è stata compresa nel palazzo. La cappella della Santissima Trinità è ad unica navata con presbiterio semicircolare. La sua facciata a capanna è molto elaborata e si apre nel parco interno del castello e la copertura è un tetto a due falde in tegole. L'ingresso è compreso in un avancorpo affiancato da due nicchie con le statue raffiguranti San Giorgio e l'Arcangelo Michele.

### Monumento culturale della Repubblica Ceca
La tutela dei monumenti della Repubblica Ceca considera il complesso del castello di Starý Hrozňatov un monumento culturale nazionale tutelato col numero di catalogo 1000138914. Oltre ai due edifici principali fanno parte dell'insieme posto sotto tutela la chiesa ed il parco.